# Маркович, Владимир (математик)
Влади́мир Ма́ркович (нем. Vladimir Markovic; род. 1973 в Германии) — американский математик югославского происхождения. Профессор математики в Калифорнийском технологическом институте, а также был профессором чистой математики Кембриджского университета.

## Образование
Маркович окончил Белградский университет в 1995 году, получив степень бакалавра наук и доктора философии, в 1998 году проводил исследования под руководством Миодрага Мательевича.

## Научная деятельность
Ранее Маркович занимал различные должности в Уорикском университете, Университете Стоуни-Брук и Миннесотском университете. Все исследования Марковича финансировались Исследовательским советом (EPSRC), Национальным научным фондом (NSF) и Королевским обществом.

## Награды

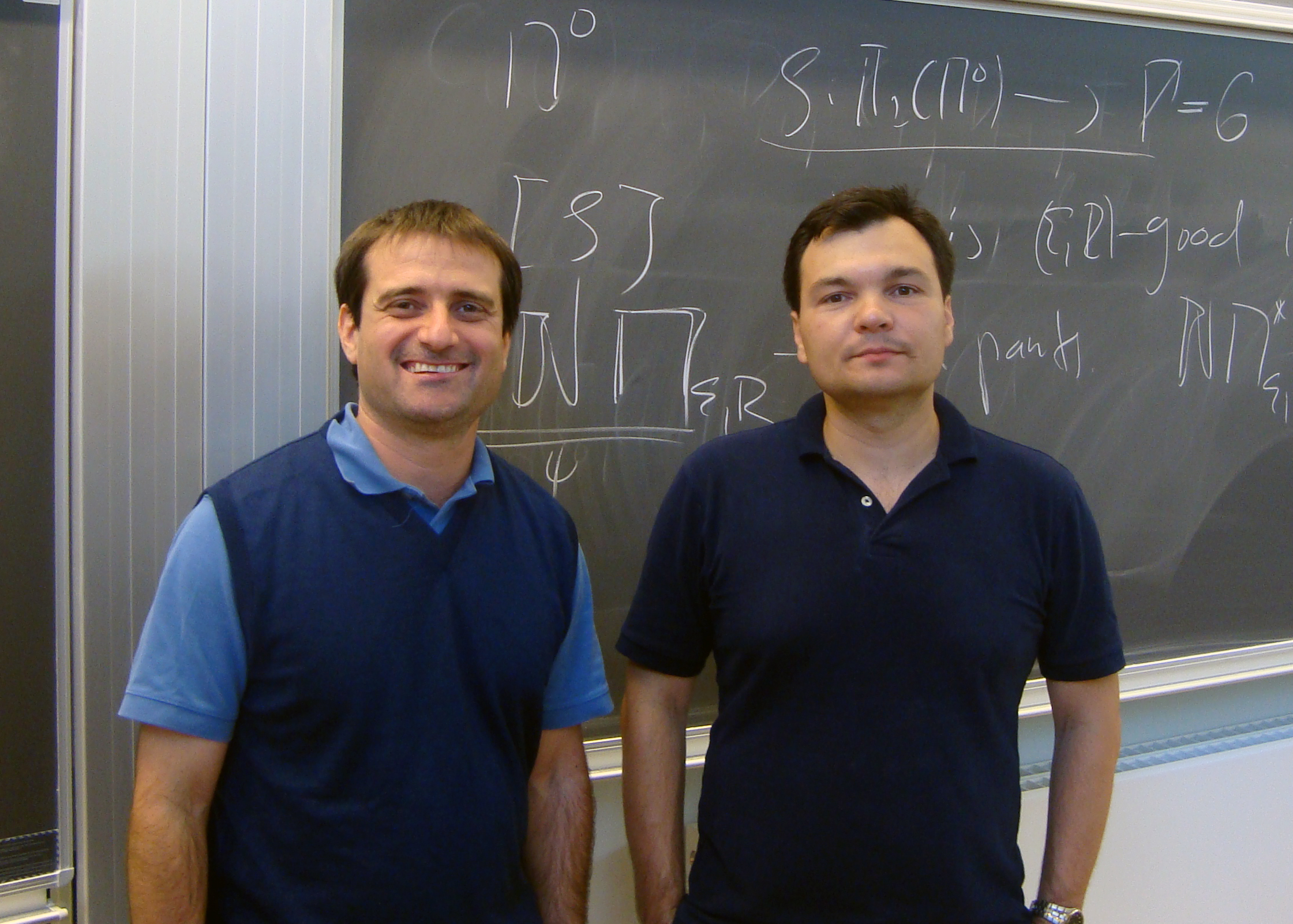
Кан рядом с Марковичем

В 2014 году Маркович был избран членом Королевского общества (FRS).

Маркович является одним из мировых лидеров в области квазиконформных гомеоморфизмов, маломерной топологии и геометрии. Он решил многие известные и трудные проблемы. С Джереми Каном он доказал ключевую гипотезу Уильяма Тёрстона о том, что каждое компактное гиперболическое 3-многообразие содержит почти геодезическую погружённую поверхность.
Оригинальный текст (англ.)Markovic is a world leader in the area of quasiconformal homeomorphisms and low dimensional topology and geometry. He has solved many famous and difficult problems. With Jeremy Kahn, he proved William Thurston's key conjecture that every closed hyperbolic 3-manifold contains an almost geodesic immersed surface.
В число наград входят:
- Премия Уайтхеда (2004)
- Премия Филиппа Леверхульме[англ.] (2004)
- Исследовательская премия FRS (2014)[12]
- Премия Математического института Клэя (2012)[13]
- Simons Investigator Award[англ.] (2016)[14]